# امین‌السلطنه
محمدعلی خان امین‌السلطنه (زاده ۱۲۵۳ - درگذشت ۱۳۴۳ هجری قمری) از رجال دوران پادشاهی قاجار بود.
وی که پسر محمدحسن خان کشیکچی‌باشی بود در تهران متولد شد وی در کودکی به عنوان غلام بچه وارد دربار ناصرالدین شد و پس از کسب عناوین مختلف در سال ۱۲۹۵ قمری به ریاست صندوقخانه سلطنتی رسید، وی در سه سفر ناصرالدین‌شاه به اروپا از همراهان وی بوده است.
محمدعلی خان امین‌السلطنه داماد آقامحمدابراهیم ارباب (امین‌السلطان) و بعد داماد مظفرالدین شاه و شوهر خواهر میرزا علی‌اصغر اتابک (امین‌السلطان دوم) بوده است، وی در دوران سلطنت پنج پادشاه قاجار محمدشاه، ناصرالدین‌شاه، مظفرالدین شاه، محمدعلی‌شاه و احمدشاه زندگی کرده است.

## سمت‌ها
- غلام بچه [۱]
- غلام بچه باشی (ریاست غلام بچه‌ها)
- پیشخدمت خاصه
- ریاست رکیب خانه (زیندارباشی) در ۱۲۷۸ قمری
- ریاست تشریفات و تنظیمات و رابط وزرا و شاه در دارالشورای کبری در ۱۲۹۰ قمری
- ریاست رخت‌داری خاص در ۱۲۹۱ قمری
- ریاست مخازن تدارکات عسگریه در ۱۲۹۱ قمری
- ریاست صندوقخانه در ۱۲۹۵ قمری
- انتصاب به عنوان وزیر بقایا به‌جای علی آقا امین حضور در سال ۱۳۰۴ قمری

## نشان‌ها
- نشان و حمایل سرخ از درجه دوم سرتیپی در ۱۲۹۴ قمری
- نشان اول و حمایل سبز در ۱۲۹۵ قمری
- نشان همایون در ۱۳۰۰ قمری